# Вілі (міфологія)
Вілі  — один з перших Асів, брат Одіна та Ве, разом з якими створив Землю.

## «Народження»

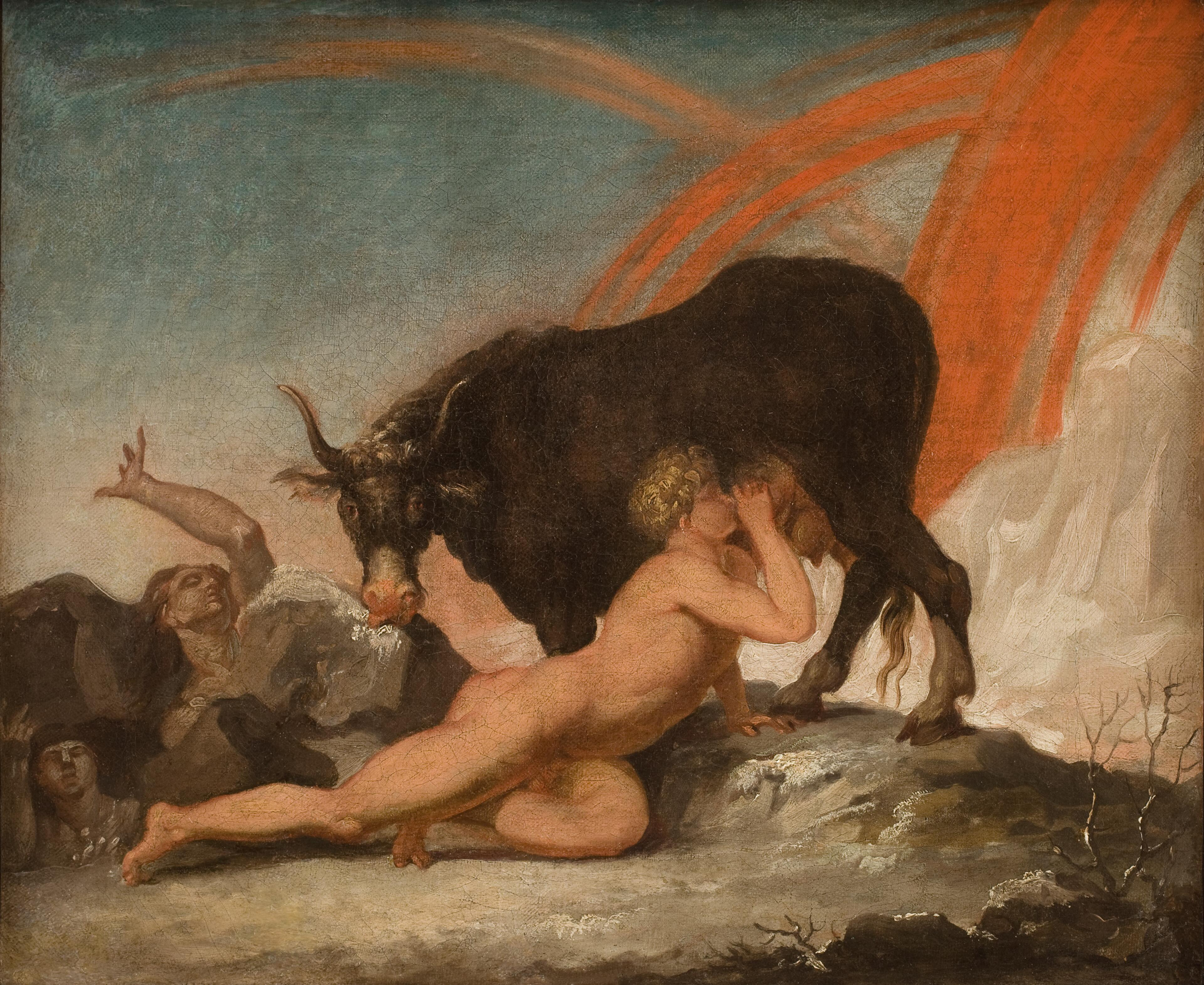
Аудумла

Колись, в часи, про які не знають ані люди, ані Боги, бо не було здатних запам'ятати, народився велетень Імір, а разом з ним з'явилася корова Аудумла. Молока в неї було достатньо, так, що вистачило навіть Імірові. Але Аудумлі не було чим харчуватися, тому вона лизала солоне каміння й наприкінці третього дня вилизала нову істоту — Бурі, тобто Той, Що Родить — яка стала прабатьком усіх Асів. В Бурі з'явився син, названий Бор, тобто Народжений. Бор узяв за дружину доньку велетня й у них з'явилися діти — Одін, Вілі та Ве.

## Створення Землі
Багато подій відбувалось з Богами-братами, одного разу їм навіть довелося битися з Іміром, якого вони перемогли.
Брати кинули тіло Іміра в саму глибину Світової Безодні й зробили з неї Землю, а з крові — озера, річки, моря. Кістки Іміра стали горами, з уламків кісток та зубів вийшли скелі та валуни — недарма вони досі стирчать з води, намагаючись пропороти днище довірливому кораблеві… З черепа Іміра Боги побудували небосхил, а мозок кинули в повітря й зробили хмари — от чому такими підступними є темні хмари, які погрожують то хуртовиною, та градом. По тому Боги взяли іскри, які літали довкола й виблискували, вирвавшися з полум'я Муспеллю, й закріпили їх на небі. Так з'явилися нерухомі зорі. Іншим іскрам Боги дозволили літати в піднебессі, але кожній призначили місце й визначили шлях.
Марія Семенова, «Дев'ять світів», переклад Ілька Біленко-Шумахера.
Іміра плоть

стала землею,

кров його — морем,

кістки — горами,

череп став небом,

волосся — лісом.

 

З повік його Мідґард

людям створили

боги всеблагі;

з мозку його

створено було

темнії хмари
«Молодша Едда», переклад Ілька Біленко-Шумахера
Так Трьома Братами було створено світ Мідґард, але він не був заселений.

## Створення людей

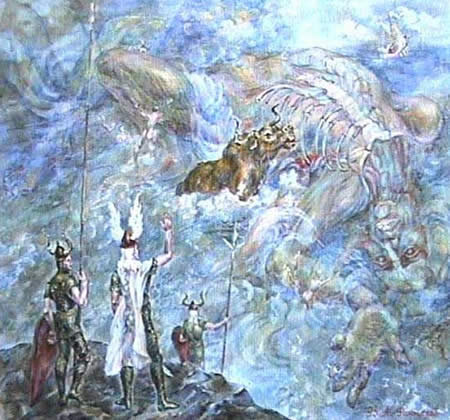
Імір

Одного разу брати йшли берегом створеного світу й побачили два дерева. Й задумались на тим, що буде, якщо дати їм життя? Взяли брати дерева й вирізали з них Людей. Одін, старший з братів, дав їм душу та життя, Вілі — розум та рух, а Ве наділив гарним виглядом, мовою, слухом та зором. Й дали чоловікові ім'я Аск, тобто Ясен, а жінці ім'я Ембла, що означало Верба. Й почався тоді рід людський, який Боги відмежували від інших світів повіками Іміра.

## Наступні згадки про Вілі
На жаль, після створення людей про братів Одіна Вілі та Ве не зустрічається згадок. Принаймні, таких не містить в собі Едда ісландського поета та історика XIII століття Сноррі Стурлусона, яка є ледь не єдиним джерелом відомостей про германо-скандинавську міфологію.